# Bill Westenhofer
Bill Westenhofer ist ein Filmtechniker, der sich auf visuelle Effekte spezialisiert hat und für Rhythm & Hues arbeitet.

## Leben
Nach Filmen wie Stuart Little, Men In Black 2 und Stuart Little 2 erhielt Westenhofer im Jahr 2006 seine erste Oscarnominierung für den Film Die Chroniken von Narnia: Der König von Narnia. Im Jahr 2008 konnte er den Filmpreis für Der Goldene Kompass mit seinen Kollegen Michael L. Fink, Ben Morris und Trevor Wood schließlich gewinnen.
2012 arbeitete Westenhofer an dem Drama Life of Pi unter der Regie von Ang Lee, das auf den Roman Schiffbruch mit Tiger basiert. 2016 arbeitete Westenhofer an der Spieleverfilmung Warcraft: The Beginning, wobei er sich für die Integration eines Murloc als Easter Egg für die Fans einsetzte.

## Filmografie (Auswahl)
- 1995: Waterworld
- 1996: Kazaam – Der Geist aus der Flasche  (Kazaam)
- 1997: Speed 2: Cruise Control
- 1997: Spawn
- 1998: Schweinchen Babe in der großen Stadt (Babe: Pig in the City)
- 1999: Stuart Little
- 2000: Frequency
- 2001: Im Netz der Spinne (Along Came a Spider)
- 2001: Cats & Dogs – Wie Hund und Katz (Cats & Dogs)
- 2002: Men In Black 2 (Men In Black II)
- 2002: Stuart Little 2
- 2003: Welcome to the Jungle
- 2003: Buddy – Der Weihnachtself (Elf)
- 2005: Die Chroniken von Narnia: Der König von Narnia (The Chronicles of Narnia: The Lion, the Witch and the Wardrobe)
- 2007: Der Goldene Kompass (The Golden Compass)
- 2009: Die fast vergessene Welt (Land of the Lost)
- 2010: Das A-Team – Der Film (The A-Team)
- 2012: Life of Pi: Schiffbruch mit Tiger (Life of Pi)
- 2012: Stirb langsam – Ein guter Tag zum Sterben (A Good Day to Die Hard)
- 2013: Percy Jackson – Im Bann des Zyklopen (Percy Jackson: Sea of Monsters)
- 2016: Warcraft: The Beginning (Warcraft)

## Auszeichnungen
- 1999: BAFTA Award: Nominierung in der Kategorie Beste visuelle Effekte für Schweinchen Babe in der großen Stadt
- 2006: BAFTA Award: Nominierung in der Kategorie Beste visuelle Effekte für Die Chroniken von Narnia: Der König von Narnia
- 2006: Oscar: Nominierung in der Kategorie Beste visuelle Effekte für Die Chroniken von Narnia: Der König von Narnia
- 2008: BAFTA Award: Auszeichnung in der Kategorie Beste visuelle Effekte für Der Goldene Kompass
- 2008: Oscar: Auszeichnung in der Kategorie Beste visuelle Effekte für Der Goldene Kompass
- 2013: Oscar: Auszeichnung in der Kategorie Beste visuelle Effekte für Life of Pi: Schiffbruch mit Tiger